# Herenpolderbrug
De Herenpolderbrug is een liggerbrug in het Antwerpse district Hoboken over de spoorlijn 52 (Antwerpen - Puurs). De brug vormt de verbinding tussen de Emiel Vloorstraat en de Schroeilaan en zorgt voor een snellere verbinding voor het vrachtverkeer, waardoor de woonwijken van Hoboken hiervan ontlast worden.
De brug bestaat uit een rijweg van 2 rijstroken en een afgeschermd fietspad aan de noordzijde van de brug. De naam verwijst naar de benaming van de nabijgelegen polder in de 19de eeuw.
De Krugerbrug, die ten zuiden van de Herenpolderbrug de spoorlijn overspant, diende vroeger als verbinding voor het vrachtverkeer, maar was anno 2007 in slechte staat. Met de bouw van de nieuwe brug wordt de Krugerbrug niet afgebroken, maar werd de toegang beperkt tot voetgangers en fietsers.